# 小川寛興
小川 寛興（おがわ ひろおき、1925年3月5日 - 2017年7月19日）は、日本の作曲家。 東京府東京市芝区新橋（現在の東京都港区）出身。日本作曲家協会監事。

## 来歴
大倉高等商業学校中等科卒業（1943年）。
声楽を立松房子、薗田誠一、作曲および管弦楽法を服部良一、指揮法を森正に師事。藤原歌劇団合唱部でオペラを勉強するが、挫折し作曲に転向する。
1947年、服部良一の内弟子となり、1950年独立。服部門下の兄弟子に原六朗、佐野雅美らがいる。
帝国劇場のミュージカルの作曲および専任指揮者を経て、1960年から1961年までは日本コロムビアの専属作曲家となり、1962年から1973年まではキングレコードの専属作曲家となった。
1957年には、テレビドラマ『ぽんぽこ物語』で初めてテレビドラマの音楽を手がけ、次番組『月光仮面』以降、宣弘社制作のテレビ番組の多くで音楽を担当した。宣弘社社長の小林利雄は、交友関係があった服部から紹介されたと証言している。
1965年には、倍賞千恵子の「さよならはダンスの後に」が第7回日本レコード大賞作曲賞を受賞した。
主に映画、テレビ、ラジオ音楽方面の作曲家として活躍した。
1957年から品川区荏原に在住。品川文化振興事業団副理事長、品川区教育委員会委員を務め、「品川区民芸術祭」の開催に尽力。2001年、「東海道四百年祭」のオープニングイベントとして行われた区民参加型のオリジナルミュージカル『しながわ物語』の構成と作曲を手がけた。その功績が認められ、2015年12月、品川区名誉区民を受章した（ちなみに、師である服部良一も1968年から1993年の死去に至るまで荏原に在住しており、1987年12月に名誉区民を受章している）。
1997年、勲四等旭日小綬章受章
2017年7月19日、多発性脳梗塞のため死去。92歳没。死去から5ヵ月後の12月30日に行われたレコード大賞において特別功労賞が贈られた。

## エピソード
- 元々は歌手を志望していたが、師事していた服部良一の勧めにより作曲家へ転向した[1]。作曲法は、服部を真似して楽器を使わずに直接楽譜にメロディを書くという手法をとっており、ピアノは確認のために使う程度であるという[1]。
- 小川の全盛時代のBGM作りは、撮影後のフィルムを見ながら行う方式が一般的だった。特に東映作品の場合、現代劇は東京、時代劇は京都で撮影するというように明確に分けられていたため、両ジャンルを担当する劇伴作家は東京と京都の間を往復しながら作曲を行っていた。小川の場合も、夕方に出来てくるラッシュフィルムを旅館で見ながら劇伴を作り、翌朝に楽譜を撮影現場に届けるということがしばしばあったが、当時、ピアノが置いてある旅館が京都には一軒しかなかったため、他の作曲家たち、特に渡辺岳夫とピアノの取り合いになることが多かったという[7]。

## 主な作品

### クラシック作品
- 交響組曲「カラーによる幻想」
- バレエ音楽「砂の城」
- 交響曲「日本の城」

### 映画音楽
- 双頭の殺人鬼（1959年、日英合作）
- 歌麿をめぐる五人の女（1959年、監督：木村恵吾、主演：長谷川一夫）
- すっとび仁義（1961年、監督：安田公義、主演：橋幸夫）
- 天下の快男児（1966年・松竹)
- 大忍術映画「ワタリ」（1966年、監督：船床定男、主演：金子吉延）
- 花の宴（1967年、監督：市村泰一、主演：中山仁）
- としごろ（1973年、監督：市村泰一、主演：和田アキ子、森昌子）

### テレビ番組テーマ曲
- ぽんぽこ物語（1957年、KRT）
- 月光仮面（1958年、KRT）
- 七色仮面（1959年、NET）
- 鉄腕アトム（1959年、MBS）
- 豹(ジャガー)の眼（1959年、KRT）
- 快傑ハリマオ（1960年、NTV　歌：三橋美智也）
- 風の視線（1962年、NET）
- 隠密剣士（1962年、TBS、主演：大瀬康一）
- おはなはん（1966年、NHK、主演：樫山文枝）
- 忍者ハットリくん 実写版（1966年、NET）
- アフタヌーンショー（1966年、桂小金治時代　NET）
- 家族そろって歌合戦（1966年、TBS）
- 名探偵明智小五郎シリーズ 怪人四十面相（1966年、NTV）
- 仮面の忍者 赤影（1967年、KTV、主演：坂口祐三郎）
- ピュンピュン丸（1967年、NET）
- 遠山の金さん捕物帳（1970年 - 1973年、NET、主演：中村梅之助＜初代＞、歌：親分&子分ズ）
- 細うで繁盛記（1970年、YTV、主演：新珠三千代）
- ママはライバル（1972年、TBS、主演：岡崎友紀、純アリス）
- お姉ちゃん（1973年 - 1974年、TBS、主演：倍賞千恵子）
- 伝七捕物帳（1973年 - 1977年、NTV、主演：中村梅之助・1979年、ANB、主演：中村梅之助）
- ご存知遠山の金さん（1973年 - 1974年、NET、主演：市川段四郎）
- イルカと少年（1975年、TBS）
- ありがとう［第4シリーズ］（1974年 - 1975年、TBS、主演：京塚昌子・佐良直美）
- 東芝日曜劇場　おんなの家（1974年 - 1993年、TBS、主演：杉村春子・山岡久乃・奈良岡朋子）
- 明日がござる（1975年 - 1976年、TBS、主演：水前寺清子）
- ほんとうに（1976年 - 1977年、TBS、主演：草刈正雄）
- 今日だけは（1977年、TBS、主演：大空眞弓）
- 道（1978年 - 1979年、TBS、主演：京塚昌子）
- 疾風同心（1978年 - 1979年、12ch、主演：和田浩治）
- 八丁堀暴れ軍団（1979年、12ch、主演：和田浩治）
- 愛（1979年 - 1980年、TBS、主演：山岡久乃）
- 心（1980年 - 1981年、TBS、主演：宇津井健）
- 右門捕物帖（1982年 - 1983年、NTV、主演：杉良太郎）
- 銀河テレビ小説 わが歌ブギウギ（1987年、NHK、主演：順みつき）
- ママ走れ!（1992年、TBS、主演：和泉雅子）

### 歌謡曲
- 銀座旋風児（1959年、作詞：吉沢ひかる　歌：小林旭）
- さよならはダンスの後に（1965年、作詞：横井弘、歌：倍賞千恵子）
- おはなはん（1966年、作詞：横井弘、歌：倍賞千恵子）
- 虹色の湖（1967年、作詞：横井弘、歌：中村晃子）
- 砂の十字架（1968年、作詞：横井弘、歌：中村晃子）
- 島のポンポン船（1974年、作詞：横井弘、歌：春日八郎）
- 祭りだワッショイ チンカッカ（1984年、作詞：中村敦夫、歌：藤吉佐登&つボイノリオ）
- 別れ上手になりました（1984年、作詞：清水恵子、歌：藤吉佐登&桂小文枝）

### 特別番組
- 全日本歌謡音楽祭（1975年 - 1990年、テレビ朝日）※テーマ音楽

### 校歌
- 川越市立野田中学校校歌
- 松戸市立幸谷小学校校歌

### 童謡
- パンのマーチ -（作詞者は峯陽）